# Elis Torhall
Elis Karl Erik Torhall, född 27 juni 2004 i Jönköping, är en svensk parkourutövare.

## Karriär
Elis Torhall började med parkour vid åtta år ålder, och började ta sporten på allvar 2015. 2018 vann han sitt första SM-guld. Sin första världscupseger tog han 2021. 2022 tog han hem totala världscupen och tog även silver i freestyle vid World Games trots att han besvärades av en knäskada. 2023 vann han för andra året i rad den totala världscupen efter att ha vunnit två världscuptävlingar. 2024 vann återigen den totala världscupen och i november samma år tog han guld i freestyle vid världsmästerskapen i Kitakyūshū i Japan. 